# Mohamed Rahmat
Mohamed Rahmat, född 4 januari 1938 i Pulai, Johor, död 1 januari 2010 i Kuala Lumpur, var en malaysisk politiker. Han var Malaysias informationsminister I två omgångar (1978-1982, 1987-1999).